# 海尔巴赫
海尔巴赫（德語：Heilbach）是德国莱茵兰-普法尔茨州的一个市镇。总面积6.47平方公里，总人口126人，其中男性73人，女性53人（2011年12月31日），人口密度19人/平方公里。